# سامي هندرسون
سامي هندرسون (بالإنجليزية: Sammy Henderson)‏ (25 نوفمبر 1944 بغلاسكو في المملكة المتحدة - ) هو مدرب كرة قدم ولاعب كرة قدم بريطاني في مركز نصف الجناح. لعب مع نادي سلتيك ونادي ستيرلينغ ألبيون ونادي كلايدبانك ‏.